# Diego de Avendaño
Diego de Avendaño   (Segòvia, 29 de setembre de 1594 - Lima, 30 d'agost de 1688) fou un teòleg de la Companyia de Jesús, jurista i filòsof hispano-peruà. Partí a Amèrica amb el jurista Juan de Solórzano Pereira (1610). Fou tota la seva vida professor de filosofia i teologia. La seva magnum opus, el Thesaurus Indicus, és una obra monumental que reflecteix les idees jurídiques, filosòfiques i religioses imperants en la societat colonial hispanoamericana del segle xvii.

## Obres
- Actuarium Indicum, Amberes, 1675-1686.
- Amphitheatrum misericordiae, Lyon, 1656.
- Cartas annuas de la Provincia del Perú de la Compañía de Jesús de los años 1663 a 1665 al R. P. General de la misma Compañía (manuscrit, perdut).
- Cursus consummatus, Amberes, 1686.
- Epithalamium Christi et Sacrae Sponsae, Lyon, 1653.
- Expositio Psalmi LXVIII, Lyon, 1666.
- Mysterium fidei in ipsius Sacro et Canonico Canone celebratum, 1681 (manuscrit).
- Problemata theologica, Amberes, 1678.
- Relación de la Congregación Provincial (del Perú), 1674, (manuscrit, perdut).
- Thesaurus Indicus, Amberes, 1668-1686; Thesaurus Indicus (Vol. I, Tít. I-III), ed. A. Muñoz García, Eunsa, Pamplona, 2001; Oidores y Oficiales de Hacienda (Vol. I, Tít. IV y V), ed. A. Muñoz García, Eunsa, Pamplona, 2003; Corregidores, Encomenderos, Cabildos y Mercaderes (Thesaurus Indicus, vol. I, Tít. VI-IX), ed. A. Muñoz García,Eunsa, Pamplona, 2007; Mineros de Indias y Protectores de indios (Thesaurus Indicus, vol. I, Tít. X-XI y Complementos), ed. A. Muñoz García, Eunsa, Pamplona,2009.